# كارلوس ألونسو (رسام)
كارلوس ألونسو (بالإسبانية: Carlos Alonso)‏ هو رسام أرجنتيني، ولد في 4 فبراير 1929 في تونوياني ‏ في الأرجنتين.